# Disterigma ulei
Disterigma ulei är en ljungväxtart som beskrevs av Herman Otto Sleumer. Disterigma ulei ingår i släktet Disterigma och familjen ljungväxter. Inga underarter finns listade i Catalogue of Life.